# Маґнуше
Маґнуше (пол. Magnusze) — село в Польщі, у гміні Моньки Монецького повіту Підляського воєводства.
Населення — 74 особи (2011).
У 1975-1998 роках село належало до Білостоцького воєводства.

## Демографія
Демографічна структура станом на 31 березня 2011 року:
|          | Загалом | Допрацездатний вік | Працездатний вік | Постпрацездатний вік |
| -------- | ------- | ------------------ | ---------------- | -------------------- |
| Чоловіки | 38      | 11                 | 19               | 8                    |
| Жінки    | 36      | 9                  | 14               | 13                   |
| Разом    | 74      | 20                 | 33               | 21                   |